# Nottingham Open
Il Nottingham Open (conosciuto come Rothesay Open e in precedenza come Viking Open, Nature Valley Open e Aegon Open per motivi di sponsorizzazione), è un torneo di tennis maschile e femminile che si gioca annualmente sui campi in erba del Nottingham Tennis Centre di Nottingham nel Regno Unito.
I britannici Daniel Evans e Ken Skupski detengono i record per titoli vinti rispettivamente nel singolare maschile con 3 trofei, e nel doppio maschile con 4 vittorie e nel femminile singolare con i 3 titoli della connazionale Elena Baltacha. Tuttavia nel doppio tale record è condiviso da due americane, Raquel Kops-Jones e Abigail Spears con un torneo vinto insieme e uno ciascuno con altre compagne di doppio.

## Storia
Nasce nel 1970 come tappa del Grand Prix e si disputa inizialmente solo il torneo maschile di singolare. L'anno successivo viene aggiunto il torneo femminile sempre per il singolare, che viene giocato solo per tre edizioni fino al 1973, anno in cui viene disputato anche il doppio femminile. Nel 1974, il torneo maschile entra a far parte della prestigiosa categoria "Grand Prix Super Series", continua a essere giocato solo in singolare fino al 1977, e viene dismesso alla fine di quell'edizione. Il torneo maschile viene ripristinato nel 1995 per rimpiazzare il Manchester Open e viene inserito nel circuito delle ATP World Series, per l'occasione si disputa per la prima volta il torneo di doppio e si continua con questa formula fino al 2008.
Nel 2009 il torneo ATP viene a sua volta rimpiazzato dall'Eastbourne International di Eastbourne, che fino ad allora era denominato International Women's Open ed era un evento del circuito WTA femminile; a partire da quell'anno viene inserito nel programma, oltre al consueto torneo femminile, uno maschile. A Nottingham dal 2009 si continua a giocare con un torneo dell'ATP Challenger Tour maschile e quell'anno viene reintrodotto il torneo femminile facente parte dell'ITF Women's Circuit. Nel 2015 i tornei tornano a far parte del circuito maggiore, quello femminile nell'ambito dei tornei WTA International e quello maschile nella categoria ATP 250. Nel 2017 il torneo maschile ritorna nella categoria Challenger, mentre il torneo femminile continua a far parte del circuito maggiore. L'edizione del 2020 non viene disputata a causa della pandemia di COVID-19. Con la riorganizzazione dei tornei WTA, nel 2021 il torneo femminile entra nella categoria WTA 250.

## Albo d'oro

### Singolare maschile
| Anno      | Categoria               | Campione                                 | Finalista                                | Punteggio                                |
| --------- | ----------------------- | ---------------------------------------- | ---------------------------------------- | ---------------------------------------- |
| 2025      | Challenger              | Marin Čilić                              | Shintarō Mochizuki                       | 6–2, 6–3                                 |
| 2024      | Challenger              | Jacob Fearnley                           | Charles Broom                            | 4–6, 6–4, 6–3                            |
| 2023      | Challenger              | Andy Murray                              | Arthur Cazaux                            | 6–4, 6–4                                 |
| 2022      | Challenger              | Daniel Evans (3)                         | Jordan Thompson                          | 6–4, 6–4                                 |
| 2021      | Challenger              | Frances Tiafoe                           | Denis Kudla                              | 6–1, 6–3                                 |
| 2020      | Challenger              | Annullato per la pandemia di Coronavirus | Annullato per la pandemia di Coronavirus | Annullato per la pandemia di Coronavirus |
| 2019      | Challenger              | Daniel Evans (2)                         | Evgeny Donskoy                           | 7–6(3), 6–3                              |
| 2018      | Challenger              | Alex de Minaur                           | Daniel Evans                             | 7–6(4), 7–5                              |
| 2017      | Challenger              | Dudi Sela (2)                            | Thomas Fabbiano                          | 4–6, 6–4, 6–3                            |
| 2016      | ATP 250                 | Steve Johnson (2)                        | Pablo Cuevas                             | 7–6(5), 7–5                              |
| 2015      | ATP 250                 | Denis Istomin                            | Sam Querrey                              | 7–6(1), 7–6(6)                           |
| 2014      | Challenger              | Nick Kyrgios                             | Samuel Groth                             | 7–6(3), 7–6(7)                           |
| 2013      | Challenger              | Steve Johnson (1)                        | Ruben Bemelmans                          | 7–5, 7–5                                 |
| 2012      | Challenger              | Grega Žemlja                             | Karol Beck                               | 7–6(3), 4–6, 6–4                         |
| 2011      | Challenger              | Dudi Sela (1)                            | Jérémy Chardy                            | 6–4, 3–6, 7–5                            |
| 2010      | Challenger              | Ričardas Berankis                        | Gō Soeda                                 | 6–4, 6–4                                 |
| 2009      | Challenger              | Brendan Evans (1)                        | Ilia Bozoljac                            | 6(4)–7, 6–4, 7–6(4)                      |
| 2008      | World Series            | Ivo Karlović (2)                         | Fernando Verdasco                        | 7–5, 6(4)–7, 7–6(8)                      |
| 2007      | World Series            | Ivo Karlović (1)                         | Arnaud Clément                           | 3–6, 6–4, 6–4                            |
| 2006      | World Series            | Richard Gasquet (2)                      | Jonas Björkman                           | 6–4, 6–3                                 |
| 2005      | World Series            | Richard Gasquet (1)                      | Maks Mirny                               | 6–2, 6–3                                 |
| 2004      | World Series            | Paradorn Srichaphan                      | Thomas Johansson                         | 1–6, 7–6(4), 6–4                         |
| 2003      | World Series            | Greg Rusedski (2)                        | Mardy Fish                               | 6–3, 6–2                                 |
| 2002      | World Series            | Jonas Björkman (2)                       | Wayne Arthurs                            | 6–2, 6(5)–7, 6–2                         |
| 2001      | World Series            | Thomas Johansson                         | Harel Levy                               | 7–5, 6–3                                 |
| 2000      | World Series            | Sébastien Grosjean                       | Byron Black                              | 7–6(7), 6–3                              |
| 1999      | World Series            | Cédric Pioline                           | Kevin Ullyett                            | 6–3, 7–5                                 |
| 1998      | World Series            | Jonas Björkman (1)                       | Byron Black                              | 6–3, 6–2                                 |
| 1997      | World Series            | Greg Rusedski (1)                        | Karol Kučera                             | 6–4, 7–5                                 |
| 1996      | World Series            | Jan Siemerink                            | Sandon Stolle                            | 6–3, 7–6(0)                              |
| 1995      | World Series            | Javier Frana                             | Todd Woodbridge                          | 7–6(4), 6–3                              |
| 1994 1978 | Non disputato           | Non disputato                            | Non disputato                            | Non disputato                            |
| 1977      | Grand Prix Super Series | Titolo non assegnato                     | Tim Gullikson Jaime Fillol               | sospeso per pioggia                      |
| 1976      | Grand Prix Super Series | Titolo non assegnato                     | Jimmy Connors Ilie Năstase               | sospeso per pioggia                      |
| 1975      | Grand Prix Super Series | Tom Okker                                | Tony Roche                               | 6–1, 3–6, 6–3                            |
| 1974      | Grand Prix Super Series | Stan Smith (2)                           | Alex Metreveli                           | 6–3, 1–6, 6–3                            |
| 1973      | Grand Prix B Events     | Eric van Dillen                          | Frew McMillan                            | 3–6, 6–1, 6–1                            |
| 1972      | Grand Prix B Events     | Geoff Masters                            | Premjit Lall                             | sospeso per pioggia                      |
| 1971      | Grand Prix B Events     | Jaime Fillol                             | Greg Perkins                             | 6–2, 6–3                                 |
| 1970      | Grand Prix B Events     | Stan Smith (1)                           | Chauncey Steele                          | 6–3, 6–1                                 |

### Doppio maschile
| Anno | Categoria    | Campioni                                   | Finalisti                                | Punteggio                                |
| ---- | ------------ | ------------------------------------------ | ---------------------------------------- | ---------------------------------------- |
| 2025 | Challenger   | Santiago González (2) Austin Krajicek      | Fernando Romboli John-Patrick Smith      | 7–6(2), 6–4                              |
| 2024 | Challenger   | John Peers Marcus Willis                   | Harold Mayot Luke Saville                | 6–1, 6(1)–7, [10–7]                      |
| 2023 | Challenger   | Jacob Fearnley Johannus Monday             | Liam Broady Jonny O'Mara                 | 6–3, 6(6)–7, [10–7]                      |
| 2022 | Challenger   | Jonny O'Mara Ken Skupski (4)               | Julian Cash Henry Patten                 | 3–6, 6–2, [16–14]                        |
| 2021 | Challenger   | Matt Reid Ken Skupski (3)                  | Matthew Ebden John-Patrick Smith         | 4–6, 7–5, [10–6]                         |
| 2020 | Challenger   | Annullato per la pandemia di Coronavirus   | Annullato per la pandemia di Coronavirus | Annullato per la pandemia di Coronavirus |
| 2019 | Challenger   | Santiago González (1) Aisam-ul-Haq Qureshi | Gong Maoxin Zhang Ze                     | 4–6, 7–6(5), [10–5]                      |
| 2018 | Challenger   | Frederik Nielsen Joe Salisbury             | Austin Krajicek Jeevan Nedunchezhiyan    | 7–6(5), 6–1                              |
| 2017 | Challenger   | Ken Skupski (2) Neal Skupski               | Matt Reid John–Patrick Smith             | 7–6(1), 2–6, [10–7]                      |
| 2016 | ATP 250      | Dominic Inglot Daniel Nestor               | Ivan Dodig Marcelo Melo                  | 7–5, 7–6(4)                              |
| 2015 | ATP 250      | Chris Guccione André Sá                    | Pablo Cuevas David Marrero               | 6–2, 7–5                                 |
| 2014 | Challenger   | Rameez Junaid Michael Venus                | Ruben Bemelmans Gō Soeda                 | 4–6, 7–6(1), [10–6]                      |
| 2013 | Challenger   | Sanchai Ratiwatana Sonchat Ratiwatana      | Purav Raja Divij Sharan                  | 7–6(5), 6(3)–7, [10–8]                   |
| 2012 | Challenger   | Olivier Charroin Martin Fischer            | Evgenij Donskoj Andrej Kuznecov          | 6–4, 7–6(6)                              |
| 2011 | Challenger   | Rik De Voest Adil Shamasdin                | Treat Conrad Huey Izak van der Merwe     | 6–3, 7–6(9)                              |
| 2010 | Challenger   | Colin Fleming Ken Skupski (1)              | Eric Butorac Scott Lipsky                | 7–6(3), 6–4                              |
| 2009 | Challenger   | Eric Butorac (2) Scott Lipsky              | Colin Fleming Ken Skupski                | 6–4, 6–4                                 |
| 2008 | World Series | Bruno Soares Kevin Ullyett                 | Jeff Coetzee Jamie Murray                | 6–2, 7–6(5)                              |
| 2007 | World Series | Jamie Murray Eric Butorac (1)              | Joshua Goodall Ross Hutchins             | 4–6, 6–3, [10–5]                         |
| 2006 | World Series | Jonathan Erlich (2) Andy Ram (2)           | Igor' Kunicyn Dmitrij Tursunov           | 6–3, 6–2                                 |
| 2005 | World Series | Jonathan Erlich (1) Andy Ram (1)           | Simon Aspelin Todd Perry                 | 4–6, 6–3, 7–5                            |
| 2004 | World Series | Paul Hanley Todd Woodbridge                | Rick Leach Brian MacPhie                 | 6–4, 6–3                                 |
| 2003 | World Series | Bob Bryan Mike Bryan (2)                   | Joshua Eagle Jared Palmer                | 7–6(3), 4–6, 7–6(4)                      |
| 2002 | World Series | Mike Bryan (1) Mark Knowles                | Donald Johnson Jared Palmer              | 0–6, 7–6(3), 6–4                         |
| 2001 | World Series | Donald Johnson (2) Jared Palmer            | Paul Hanley Andrew Kratzmann             | 6–4, 6–2                                 |
| 2000 | World Series | Piet Norval Donald Johnson (1)             | Ellis Ferreira Rick Leach                | 1–6, 6–4, 6–3                            |
| 1999 | World Series | Patrick Galbraith (2) Justin Gimelstob (2) | Marius Barnard Brent Haygarth            | 5–7, 7–5, 6–3                            |
| 1998 | World Series | Justin Gimelstob (1) Byron Talbot          | Sébastien Lareau Daniel Nestor           | 7–5, 6–7, 6–4                            |
| 1997 | World Series | Ellis Ferreira Patrick Galbraith (1)       | Danny Sapsford Chris Wilkinson           | 4–6, 7–6, 7–6                            |
| 1996 | World Series | Mark Petchey Danny Sapsford                | Neil Broad Piet Norval                   | 6–7, 7–6, 6–4                            |
| 1995 | World Series | Luke Jensen Murphy Jensen                  | Patrick Galbraith Danie Visser           | 6–2, 6–4                                 |

### Singolare femminile
| Anno      | Categoria                                | Campionessa                              | Finalista                                | Punteggio                                |
| --------- | ---------------------------------------- | ---------------------------------------- | ---------------------------------------- | ---------------------------------------- |
| 1971      | Grand Prix B Events                      | Julie Heldman                            | Barbara Hawcroft                         | 6–4, 7–9, 6–3                            |
| 1972      | Grand Prix B Events                      | Billie Jean King (1) Evonne Goolagong    | Titolo condiviso                         | sospeso per pioggia                      |
| 1973      | Grand Prix B Events                      | Billie Jean King (2)                     | Virginia Wade                            | 8–6, 6–4                                 |
| 1974 2008 | Non disputato                            | Non disputato                            | Non disputato                            | Non disputato                            |
| 2009      | ITF $50,000                              | Maria Elena Camerin                      | Stefanie Vögele                          | 6–2, 4–6, 6–1                            |
| 2010      | ITF $50,000                              | Elena Baltacha (1)                       | Carly Gullickson                         | 6–2, 6–2                                 |
| 2011      | ITF $100,000                             | Elena Baltacha (2)                       | Petra Cetkovská                          | 7–5, 6–3                                 |
| 2012      | ITF $50,000                              | Ashleigh Barty (1)                       | Tatjana Malek                            | 6–1, 6–1                                 |
| 2013      | ITF $50,000                              | Elena Baltacha (3)                       | Tadeja Majerič                           | 7–5, 7–6(7)                              |
| 2014      | ITF $50,000                              | Jarmila Gajdošová                        | Timea Bacsinszky                         | 6–2, 6–2                                 |
| 2015      | International                            | Ana Konjuh                               | Monica Niculescu                         | 1–6, 6–4, 6–2                            |
| 2016      | International                            | Karolína Plíšková                        | Alison Riske                             | 7–6(8), 7–5                              |
| 2017      | International                            | Donna Vekić                              | Johanna Konta                            | 2–6, 7–6(3), 7–5                         |
| 2018      | International                            | Ashleigh Barty (2)                       | Johanna Konta                            | 6–3, 3–6, 6–4                            |
| 2019      | International                            | Caroline Garcia                          | Donna Vekić                              | 2–6, 7–6(4), 7–6(4)                      |
| 2020      | Annullato per la pandemia di Coronavirus | Annullato per la pandemia di Coronavirus | Annullato per la pandemia di Coronavirus | Annullato per la pandemia di Coronavirus |
| 2021      | WTA 250                                  | Johanna Konta                            | Zhang Shuai                              | 6–2, 6–1                                 |
| 2022      | WTA 250                                  | Beatriz Haddad Maia                      | Alison Riske                             | 6–4, 1–6, 6–3                            |
| 2023      | WTA 250                                  | Katie Boulter (1)                        | Jodie Burrage                            | 6–3, 6–3                                 |
| 2024      | WTA 250                                  | Katie Boulter (2)                        | Karolína Plíšková                        | 4–6, 6–3, 6–2                            |
| 2025      | WTA 250                                  | McCartney Kessler                        | Dajana Jastrems'ka                       | 6–4, 7–5                                 |

### Doppio femminile
| Anno      | Categoria                                | Campionesse                              | Finaliste                                | Punteggio                                |
| --------- | ---------------------------------------- | ---------------------------------------- | ---------------------------------------- | ---------------------------------------- |
| 1973      | Grand Prix B Events                      | Rosie Casals Billie Jean King            | Chris Evert Betty Stöve                  | 6–2, 9–7                                 |
| 1974 2008 | Non disputato                            | Non disputato                            | Non disputato                            | Non disputato                            |
| 2009      | ITF $50,000                              | Alexa Glatch Natalie Grandin             | Eléni Daniilídou Rika Fujiwara           | 6–3, 2–6, [10–7]                         |
| 2010      | ITF $50,000                              | Sarah Borwell Raquel Kops-Jones (1)      | Naomi Broady Katie O'Brien               | 6–3, 2–6, [10–7]                         |
| 2011      | ITF $100,000                             | Eva Birnerová Petra Cetkovská            | Regina Kulikova Evgenija Rodina          | 6–3, 6–2                                 |
| 2012      | ITF $50,000                              | Ashleigh Barty Sally Peers               | Réka-Luca Jani Maria João Koehler        | 7–6(2), 3–6, [10–5]                      |
| 2013      | ITF $50,000                              | Julie Coin Stéphanie Foretz Gacon        | Julia Glushko Erika Sema                 | 6–2, 6–4                                 |
| 2014      | ITF $50,000                              | Jarmila Gajdošová Arina Rodionova        | Verónica Cepede Royg Stephanie Vogt      | 7–6(0), 6–1                              |
| 2015      | International                            | Raquel Kops-Jones (2) Abigail Spears (1) | Jocelyn Rae Anna Smith                   | 3–6, 6–3, [11–9]                         |
| 2016      | International                            | Andrea Hlaváčková Peng Shuai             | Gabriela Dabrowski Yang Zhaoxuan         | 7–5, 3–6, [10–7]                         |
| 2017      | International                            | Monique Adamczak Storm Sanders           | Jocelyn Rae Laura Robson                 | 6–4, 4–6, [10–4]                         |
| 2018      | International                            | Alicja Rosolska Abigail Spears (2)       | Mihaela Buzărnescu Heather Watson        | 6–3, 7–6(5)                              |
| 2019      | International                            | Desirae Krawczyk Giuliana Olmos          | Ellen Perez Arina Rodionova              | 7–6(5), 7–5                              |
| 2020      | Annullato per la pandemia di Coronavirus | Annullato per la pandemia di Coronavirus | Annullato per la pandemia di Coronavirus | Annullato per la pandemia di Coronavirus |
| 2021      | WTA 250                                  | Ljudmyla Kičenok Makoto Ninomiya         | Caroline Dolehide Storm Sanders          | 6–4, 6(3)–7, [10–8]                      |
| 2022      | WTA 250                                  | Beatriz Haddad Maia (1) Zhang Shuai      | Caroline Dolehide Monica Niculescu       | 7–6(2), 6–3                              |
| 2023      | WTA 250                                  | Ulrikke Eikeri Ingrid Neel               | Harriet Dart Heather Watson              | 7–6(6), 5-7, [10-8]                      |
| 2024      | WTA 250                                  | Gabriela Dabrowski Erin Routliffe        | Harriet Dart Diane Parry                 | 5–7, 6–3, [11–9]                         |
| 2025      | WTA 250                                  | Beatriz Haddad Maia (2) Laura Siegemund  | Anna Danilina Ena Shibahara              | 6–3, 6–2                                 |